# Jurij Moszkin
Jurij Moszkin, ros. Юрий Мошкин (ur. w 1931) – radziecki skoczek narciarski i kombinator norweski, olimpijczyk z 1956.

## Igrzyska olimpijskie

### Skoki narciarskie
| Miejsce | Dzień    | Rok  | Miejscowość       | Punkt K | Konkurs  | Skok 1 | Skok 2 | Nota  | Zwycięzca       |
| ------- | -------- | ---- | ----------------- | ------- | -------- | ------ | ------ | ----- | --------------- |
| 34.     | 5 lutego | 1956 | Cortina d’Ampezzo | K-80    | indywid. | 73 m   | 74 m   | 184,0 | Antti Hyvärinen |

### Kombinacja norweska
| Miejsce | Dzień       | Rok  | Miejscowość       | Konkurencja              | Wynik zwycięzcy | Zwycięzca        |
| ------- | ----------- | ---- | ----------------- | ------------------------ | --------------- | ---------------- |
| 13.     | 31 stycznia | 1956 | Cortina d’Ampezzo | Indywidualnie K-80/15 km | 426,600         | Sverre Stenersen |

Jurij Moszkin w zawodach tych wygrał skoki po próbach na odległość 75,5 oraz 77 metrów (kombinatorzy skakali wówczas trzy razy, liczyły się dwa najlepsze skoki). W nieliczonym skoku Moszkin uzyskał 79,5 metra, ale zaliczył upadek. Wobec słabszej formy biegowej, Jurij spadł na 13. miejsce w klasyfikacji generalnej zawodów.

## Mistrzostwa świata
| Miejsce | Dzień     | Rok  | Miejscowość | Punkt K | Konkurs  | Skok 1 | Skok 2 | Nota  | Zwycięzca         |
| ------- | --------- | ---- | ----------- | ------- | -------- | ------ | ------ | ----- | ----------------- |
| 25.     | 14 lutego | 1954 | Falun       | K-80    | indywid. | 70 m   | 72,5 m | 204,5 | Matti Pietikäinen |

## Turniej Czterech Skoczni
Jurij Moszkin startował w 5. Turnieju Czterech Skoczni. Po 46. miejscu w Innsbrucku, 16. w Garmisch-Partenkirchen oraz 12. w Bischofshofen zajął w końcowej klasyfikacji turnieju 31. lokatę.